# 今野敏晃
今野 敏晃 (こんの としあき、1975年7月13日 - )は、株式会社グラスルーツ代表取締役。スポーツコンサルタント。

## 来歴
高校卒業後、19歳で単身イタリアへ渡り、ファッション業界にて対日セールスマネジメント・マーケティングに従事。2006年、本田圭佑との出会いをきっかけにスポーツの世界に入る。独立・起業後はCSR/CSVに特化したスポーツ関連企画を手掛け、スポーツコンサルタント/フットボールファシリテーターとして活動。2013年から2015年には、マンチェスターユナイテッドの東日本大震災復興支援プロジェクトにディレクターとして企画から運営までに携わる。2014年より、レアル・マドリード財団テクニフィケーションSCHリレーションシップディレクターとして活動。2017年より、レアル・マドリード、ACミラン、チェルシーFC、リバプールFCなどの日本でのサッカースクール合同事業として「キッズチャンピオンズリーグ」を主催。

## 人物
本田圭佑、吉田麻也、楢﨑正剛、野村忠宏、ケツメイシ、湘南乃風などのアスリートやアーティストと親交がある。福西崇史、海堀あゆみ、JOY (ファッションモデル)などが参加する芸能人・有名人サッカーチーム「グラスルーツFC」の総監督/プロデューサー。